# Beschorneria yuccoides
Beschorneria yuccoides là một loài thực vật có hoa trong họ Măng tây. Loài này được K.Koch mô tả khoa học đầu tiên năm 1859.

## Hình ảnh

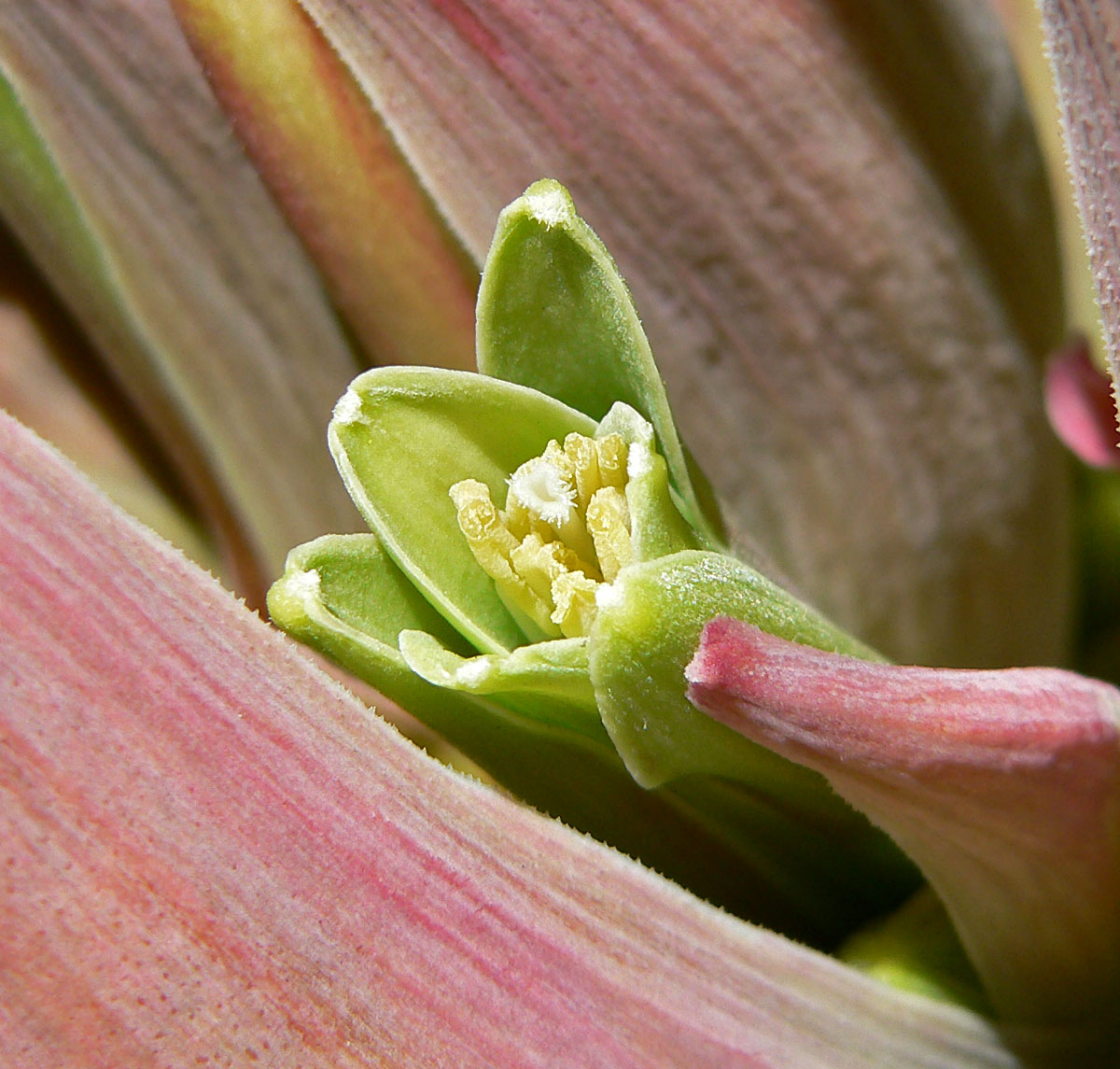
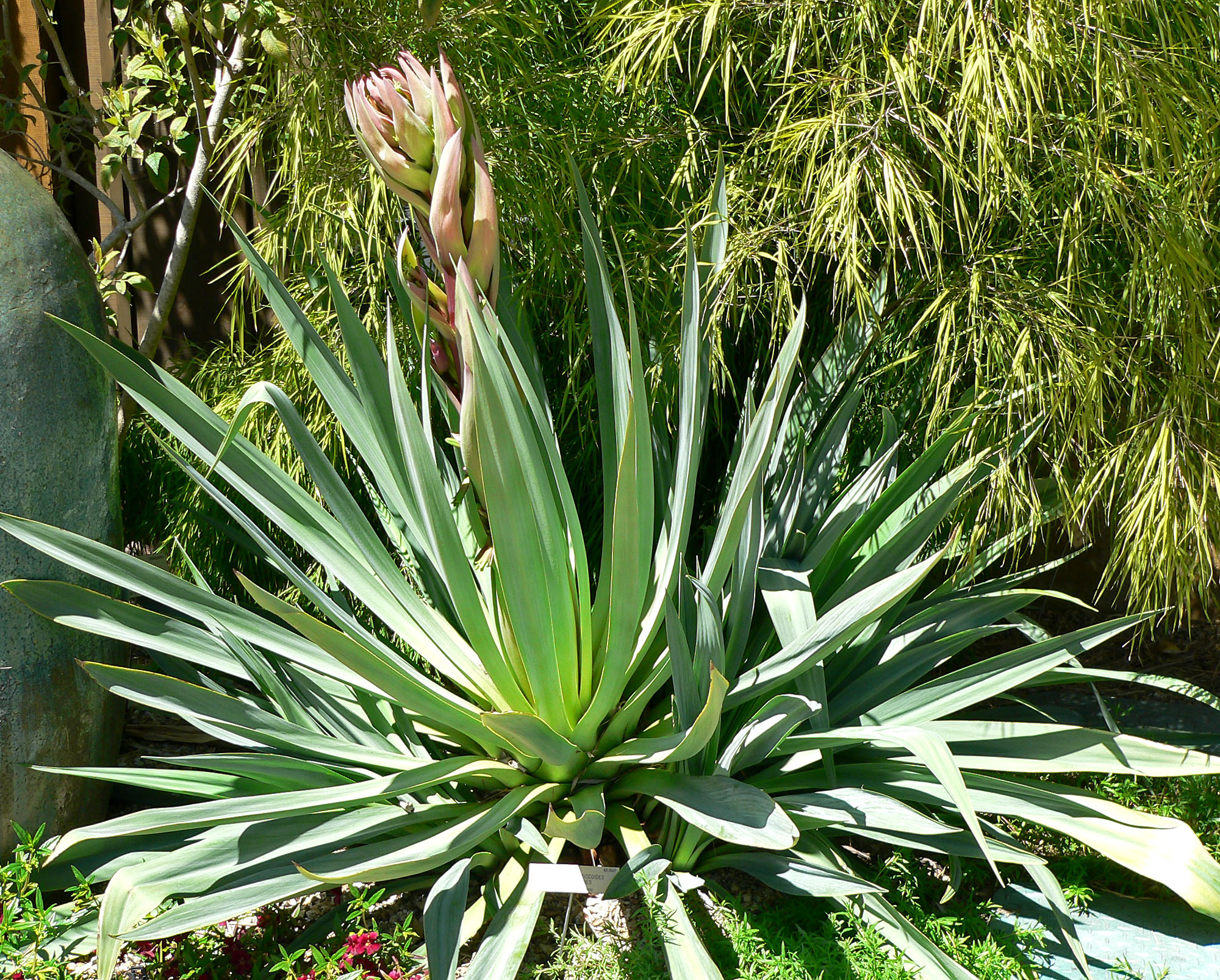
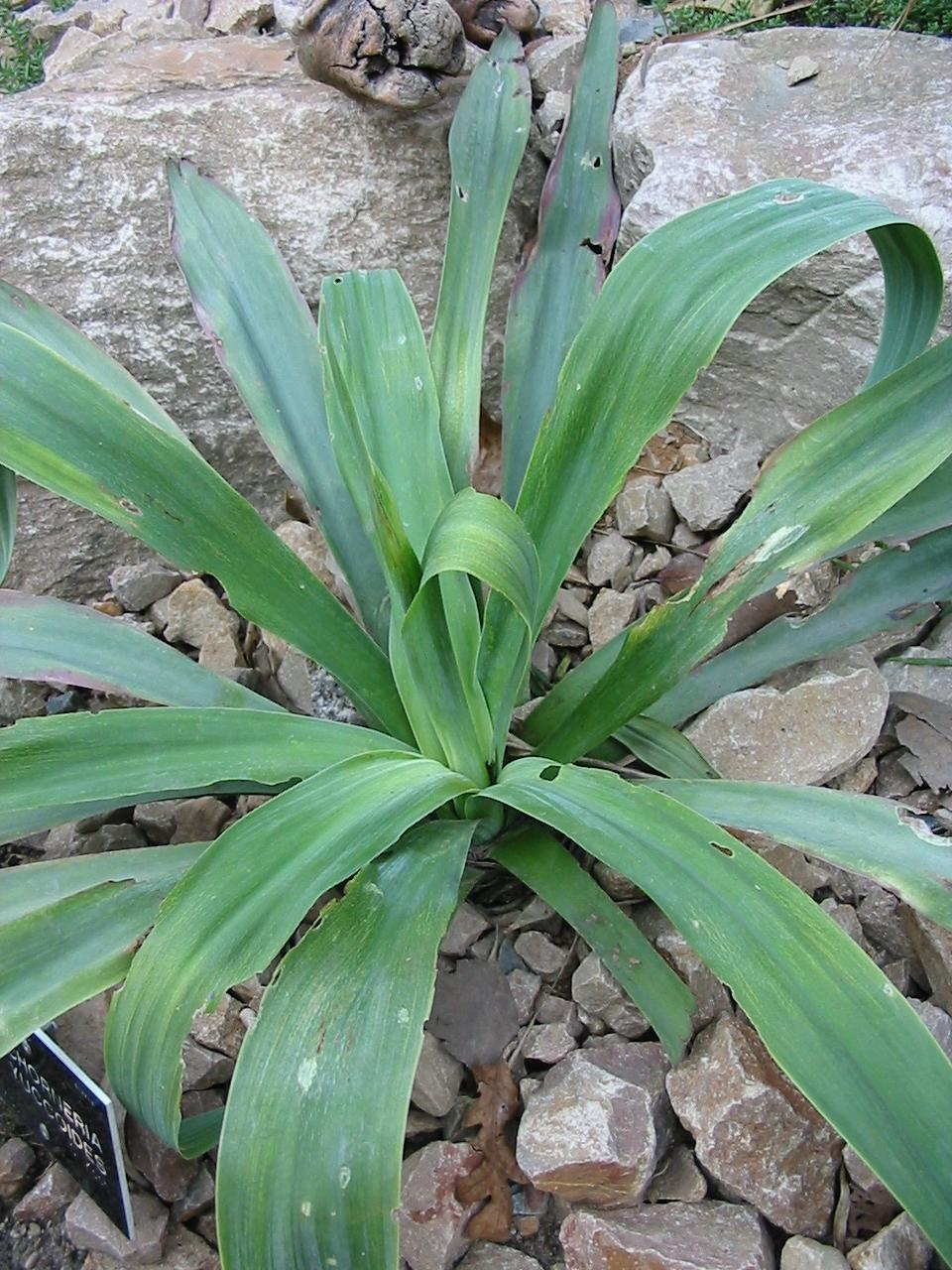
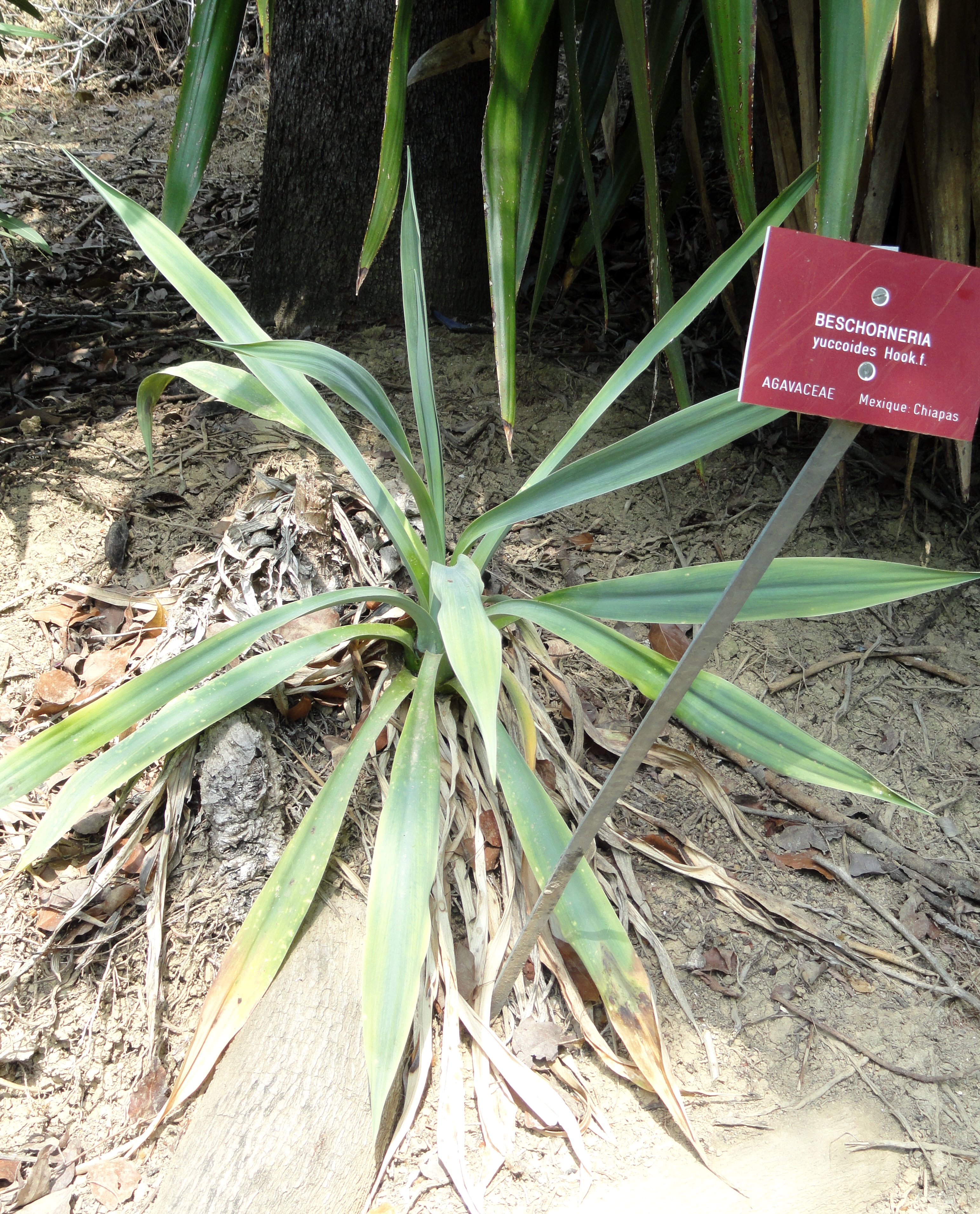